# Coppa del Re 2017-2018
La Coppa del Re 2017-2018 (in spagnolo Copa del Rey) è stata la 116ª edizione del torneo. La competizione è iniziata il 30 agosto 2017 ed è terminata il 21 aprile 2018. Il Barcellona ha vinto il trofeo per la trentesima volta, la quarta consecutiva. Con questo risultato il Barcellona ha eguagliato il record di vittorie consecutive nella competizione, stabilito in precedenza dal Real Madrid (tra il 1905 ed il 1908) e dall'Athletic Bilbao (tra il 1930 ed il 1933).

## Formula del torneo
Dato che le squadre riserve non possono partecipare alla competizione, ci possono essere piccole modifiche alla formula generalmente adottata. I tre turni eliminatori sono secchi, il tabellone principale dai sedicesimi è in andata e ritorno, la finale è unica in campo neutro.
| Turno                | Numero di incontri | Squadre | Entrano a questo turno                                          |
| -------------------- | ------------------ | ------- | --------------------------------------------------------------- |
| Primo turno          | 18                 | 83 → 65 | 18 squadre di Segunda División B 18 squadre di Tercera División |
| Secondo turno        | 22                 | 65 → 43 | 20 squadre di Segunda División 6 squadre di Segunda División B  |
| Terzo turno          | 11                 | 43 → 32 | –                                                               |
| Sedicesimi di finale | 16 + 16            | 32 → 16 | 20 squadre di Primera División                                  |
| Ottavi di finale     | 8 + 8              | 16 → 8  | –                                                               |
| Quarti di finale     | 4 + 4              | 8 → 4   | –                                                               |
| Semifinali           | 2 + 2              | 4 → 2   | –                                                               |
| Finale               | 1                  | 2 → 1   | –                                                               |

## Risultati

### Primo turno
| Squadra 1            | Risultato       | Squadra 2        |
| -------------------- | --------------- | ---------------- |
| 30 agosto 2017       |                 |                  |
| Rayo Majadahonda     | 0 – 1           | Unión Adarve     |
| Ponferradina         | 2 – 0           | Rápido de Bouzas |
| Gimnástica Segoviana | 2 – 0           | Pontevedra       |
| UD Logroñés          | 4 – 0           | Real Avilés      |
| Torrelavega          | 0 – 3           | Durango          |
| Calahorra            | 1 – 0           | Real Unión       |
| Peña Sport           | 1 – 2           | Mirandés         |
| Leioa                | 2 – 1           | Racing Santander |
| Badalona             | 2 – 2 (1-3 dtr) | Elche            |
| Olímpic Xàtiva       | 1 – 1 (4-5 dtr) | Olot             |
| Cartagena FC         | 2 – 1 (dts)     | UCAM Murcia      |
| Real Murcia          | 3 – 1           | Cacereño         |
| Antequera            | 2 – 0           | Arcos            |
| Lorca Deportiva      | 3 – 1           | Villanovense     |
| UD San Fernando      | 1 – 2 (dts)     | Marbella FC      |
| Lleida               | 1 – 0           | Melilla          |
| 31 agosto 2017       |                 |                  |
| Talavera de la Reina | 1 – 0           | Toledo           |
| 6 settembre 2017     |                 |                  |
| Formentera           | 1 – 1 (5-4 dtr) | Tarazona         |

### Secondo turno
Il Formentera riceve un bye.
| Squadra 1            | Risultato       | Squadra 2            |
| -------------------- | --------------- | -------------------- |
| 5 settembre 2017     |                 |                      |
| Gimnàstic            | 1 – 1 (1-3 dtr) | Lugo                 |
| Cadice               | 1 – 0           | Almería              |
| 6 settembre 2017     |                 |                      |
| Olot                 | 1 – 0 (dts)     | Alcoyano             |
| Marbella FC          | 1 – 2           | Gimnástica Segoviana |
| Reus                 | 0 – 1           | Sporting Gijón       |
| Lorca                | 2 – 4           | Córdoba              |
| Real Oviedo          | 0 – 1           | Numancia             |
| Maiorca              | 0 – 0 (3-4 dtr) | Lleida               |
| Fuenlabrada          | 2 – 0           | Mérida AD            |
| Ponferradina         | 1 – 0           | Atlético Baleares    |
| Calahorra            | 2 – 0 (dts)     | Leioa                |
| UD Logroñés          | 0 – 0 (8-7 dtr) | Unión Adarve         |
| Elche                | 3 – 2 (dts)     | Durango              |
| Talavera de la Reina | 3 – 1           | Antequera            |
| Cartagena FC         | 2 – 1           | Mirandés             |
| Hércules             | 2 – 1 (dts)     | Lorca Deportiva      |
| Huesca               | 0 – 2           | Real Valladolid      |
| Real Murcia          | 4 – 1           | Racing Ferrol        |
| Real Saragozza       | 3 – 0           | Granada              |
| Rayo Vallecano       | 0 – 3           | Tenerife             |
| 7 settembre 2017     |                 |                      |
| Alcorcón             | 2 – 4           | Leonesa              |
| Osasuna              | 3 – 2 (dts)     | Albacete             |

### Terzo turno
Il Lleida riceve un bye.
| Squadra 1            | Risultato       | Squadra 2       |
| -------------------- | --------------- | --------------- |
| 19 settembre 2017    |                 |                 |
| Sporting Gijón       | 1 – 1 (1-3 dtr) | Numancia        |
| 20 settembre 2017    |                 |                 |
| Formentera           | 4 – 3 (dts)     | UD Logroñés     |
| Córdoba              | 1 – 4           | Tenerife        |
| Gimnástica Segoviana | 0 – 1           | Ponferradina    |
| Calahorra            | 1 – 3           | Fuenlabrada     |
| Talavera de la Reina | 0 – 1 (dts)     | Cartagena FC    |
| Hércules             | 0 – 1           | Elche           |
| Cadice               | 1 – 0           | Osasuna         |
| Real Murcia          | 3 – 1           | Olot            |
| 21 settembre 2017    |                 |                 |
| Leonesa              | 0 – 4           | Real Valladolid |
| Real Saragozza       | 1 – 0           | Lugo            |

### Sedicesimi di finale
I sedicesimi si giocano in partite di andata e ritorno. Le gare d'andata si sono svolte tra il 24 e il 26 ottobre, le gare di ritorno tra il 28 novembre e il 1º dicembre.
| Squadra 1           | Totale     | Squadra 2       | Andata | Ritorno |
| ------------------- | ---------- | --------------- | ------ | ------- |
| Cartagena FC        | 0 – 7      | Siviglia        | 0 – 3  | 0 – 4   |
| Elche               | 1 – 4      | Atlético Madrid | 1 – 1  | 0 – 3   |
| Real Murcia         | 0 – 8      | Barcellona      | 0 – 3  | 0 – 5   |
| Fuenlabrada         | 2 – 4      | Real Madrid     | 0 – 2  | 2 – 2   |
| Formentera          | 2 – 1      | Athletic Bilbao | 1 – 1  | 1 – 0   |
| Lleida              | 3 – 3 (gt) | Real Sociedad   | 0 – 1  | 3 – 2   |
| Ponferradina        | 1 – 3      | Villarreal      | 1 – 0  | 0 – 3   |
| Real Saragozza      | 1 – 6      | Valencia        | 0 – 2  | 1 – 4   |
| Numancia            | 3 – 2      | Malaga          | 2 – 1  | 1 – 1   |
| Real Valladolid     | 1 – 3      | Leganés         | 1 – 2  | 0 – 1   |
| Cadice              | 6 – 5      | Real Betis      | 1 – 2  | 5 – 3   |
| Tenerife            | 2 – 3      | Espanyol        | 0 – 0  | 2 – 3   |
| Getafe              | 0 – 4      | Alavés          | 0 – 1  | 0 – 3   |
| Deportivo La Coruña | 4 – 6      | Las Palmas      | 1 – 4  | 3 – 2   |
| Girona              | 1 – 3      | Levante         | 0 – 2  | 1 – 1   |
| Eibar               | 1 – 3      | Celta Vigo      | 1 – 2  | 0 – 1   |

### Ottavi di finale
Gli ottavi di finale sono stati disputati in gara di andata e ritorno rispettivamente tra il 3 e il 4, e tra il 9 e l'11 gennaio.
| Squadra 1  | Totale     | Squadra 2       | Andata | Ritorno |
| ---------- | ---------- | --------------- | ------ | ------- |
| Formentera | 1 – 5      | Alavés          | 1 – 3  | 0 – 2   |
| Numancia   | 2 – 5      | Real Madrid     | 0 – 3  | 2 – 2   |
| Lleida     | 0 – 7      | Atlético Madrid | 0 – 4  | 0 – 3   |
| Celta Vigo | 1 – 6      | Barcellona      | 1 – 1  | 0 – 5   |
| Cadice     | 1 – 4      | Siviglia        | 0 – 2  | 1 – 2   |
| Leganés    | 2 – 2 (gt) | Villarreal      | 1 – 0  | 1 – 2   |
| Las Palmas | 1 – 5      | Valencia        | 1 – 1  | 0 – 4   |
| Espanyol   | 3 – 2      | Levante         | 1 – 2  | 2 – 0   |

### Quarti di finale
I quarti di finale sono stati disputati in gara di andata e ritorno rispettivamente tra il 17 e il 18, e tra il 23 e il 25 gennaio.
| Squadra 1       | Totale          | Squadra 2   | Andata | Ritorno |
| --------------- | --------------- | ----------- | ------ | ------- |
| Leganés         | 2 – 2 (gt)      | Real Madrid | 0 – 1  | 2 – 1   |
| Espanyol        | 1 – 2           | Barcellona  | 1 – 0  | 0 – 2   |
| Atlético Madrid | 2 – 5           | Siviglia    | 1 – 2  | 1 – 3   |
| Valencia        | 3 – 3 (3-2 dtr) | Alavés      | 2 – 1  | 1 – 2   |

### Semifinali
Le semifinali sono state disputate in gara di andata e ritorno rispettivamente tra il 31 gennaio e il 1º febbraio, e tra il 7 e l'8 febbraio.
| Squadra 1  | Totale | Squadra 2 | Andata | Ritorno |
| ---------- | ------ | --------- | ------ | ------- |
| Barcellona | 3 – 0  | Valencia  | 1 – 0  | 2 – 0   |
| Leganés    | 1 – 3  | Siviglia  | 1 – 1  | 0 – 2   |

### Finale
La finale si è disputata il 21 aprile in gara unica allo stadio Wanda Metropolitano di Madrid.
| Arbitro: | Gil Manzano |

|  |           |                                                           |
|  | Marcatori | 14’, 40’ Suárez 31’ Messi 52’ Iniesta 69’ (rig.) Coutinho |

## Classifica marcatori
| Gol | Rigori |  | Giocatore      | Squadra     |
| --- | ------ |  | -------------- | ----------- |
| 6   |        |  | Víctor Curto   | Real Murcia |
| 5   |        |  | Luis Suárez    | Barcellona  |
| 5   |        |  | Joaquín Correa | Siviglia    |
| 4   |        |  | Munir          | Alavés      |
| 4   |        |  | Lionel Messi   | Barcellona  |

## Record
- Miglior attacco: Barcellona  (24)
- Partita con più reti: Real Betis-Cadice 3-5 (8)
- Partita con maggiore scarto di reti: 3 partite 5-0 (5)